# Detlef Gerstenberg

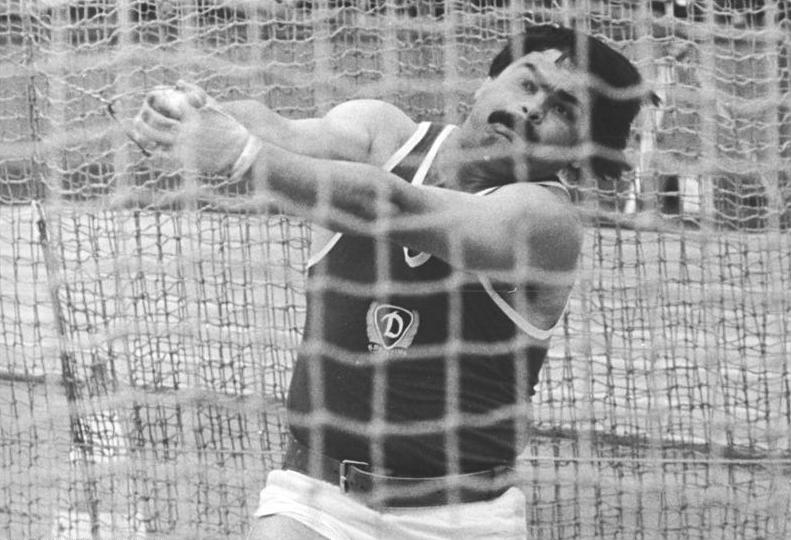
Detlef Gerstenberg im Mai 1984

Detlef Gerstenberg (* 5. März 1957 in Stalinstadt; † 24. Januar 1993 in Berlin) war ein deutscher Leichtathlet, der 1980 Olympiafünfter im Hammerwurf wurde.
Gerstenberg gewann 1975 den Titel bei den Junioreneuropameisterschaften mit 70,08 m. Im Mai 1976 stellte der Athlet vom SC Dynamo Berlin mit 71,74 m einen Juniorenweltrekord auf. Gerstenberg gewann nie einen DDR-Meistertitel; 1978, 1980 und 1982 belegte er jeweils den zweiten Platz hinter Roland Steuk. Bei den Europameisterschaften 1978 in Prag siegte Jurij Sedych aus der Sowjetunion mit 77,28 m vor den deutschen Werfern aus Ost und West. Roland Steuk gewann Silber mit vier Zentimetern Rückstand auf Sedych, Karl-Hans Riehm aus der Bundesrepublik Deutschland erhielt für 77,02 m Bronze und Gerstenberg platzierte sich mit 76,70 m auf Rang vier vor Manfred Hüning aus der Bundesrepublik Deutschland.
Bei den Olympischen Spielen 1980 waren die westdeutschen Werfer wegen des Olympiaboykotts nicht am Start. Der erwartete Zweikampf zwischen den Werfern aus der UdSSR und der DDR verlief allerdings sehr einseitig, denn es gewann Sedych vor seinen Mannschaftskameraden Sergei Litwinow und Jüri Tamm. Fast anderthalb Meter hinter Tamm wurde Steuk Vierter, Gerstenberg hatte als Fünfter mit 74,60 m über vier Meter Rückstand auf Tamm. Bei den Europameisterschaften 1982 in Athen gingen erneut alle drei Medaillen an sowjetische Werfer, Detlef Gerstenberg belegte mit 75,32 m den sechsten Platz und war damit bester Deutscher.
Gerstenberg warf in seiner Karriere drei DDR-Rekorde. 1980 löste er mit 78,94 m Steuk als Rekordmann ab. 1983 wurde er von Ralf Haber übertroffen. Am 5. Mai 1984 warf Gunther Rodehau als erster DDR-Werfer über die 80-Meter-Marke, Gerstenberg löste ihn aber nach 19 Tagen mit 80,26 m als DDR-Rekordler ab und verbesserte sich am 15. Juli 1984 auf seine Bestweite von 80,50 m. Im Juni 1985 wurde Gerstenberg als DDR-Rekordler von Matthias Moder abgelöst.
Detlef Gerstenberg starb mit 35 Jahren an Leberzirrhose und zerfressener Bauchspeicheldrüse. In den nach der Wende öffentlich gewordenen Unterlagen zum Staatsdoping in der DDR fand sich bei den gedopten Sportlern auch der Name von Gerstenberg. Nach Ansicht des Dopingexperten Werner Franke ist sein Tod nicht allein durch Alkoholkonsum, sondern auch durch Anabolikadoping zu erklären.